# Peter Compo
Peter „Pete“ Compo (* 9. August 1932 in New York City; † 28. April 2003 ebendort) war ein US-amerikanischer Jazz- und klassischer Musiker (Geige, Kontrabass).

## Leben und Wirken
Compo, der mit sechs Jahren Geigenunterricht durch seinen Onkel Charles Cacioppo erhielt, wechselte 1948 zum Bass. Sein Vorbild war Stuff Smith. Bass lernte er bei Slam Stewart und Homer Mensch, Improvisation bei Tony Aless, Bill Rubenstein und Gene Roland. In den 1950er Jahren studierte er an der New Yorker Juilliard School und an der Manhattan School of Music.
1950 begann Compo als professioneller Musiker im Central Plaza mit Jazzmusikern wie Conrad Janis, Red Allen und Willie „The Lion“ Smith zu spielen. Er arbeitete außerdem in verschiedenen klassischen Orchestern, wie dem CBS Symphony Orchestra, New Haven Symphony, Little Orchestra Society of New York und dem National Orchestra. Des Weiteren spielte er in zahlreichen Broadwayshows und wirkte als Sessionmusiker bei den Soundtracks von Raging Bull, A Doctors Story, Flamingo Kid und Tootsie mit. Daneben spielte er mit in den Jazzbands von Charlie Barnet, Billy Butterfield, Claude Thornhill, Fred Waring, Boyd Raeburn, Larry Sonn, Elliot Lawrence, Dick Meldonian/Sonny Igoe, Vaughn Monroe, Johnny Long und 1981 im Glenn Miller Orchestra (Ghost Band) unter Leitung von Clem DeRosa. 1984 griff er wieder zur Geige und spielte auf beiden Instrumenten, bis ihn 1988 eine Hüftverletzung zwang, den Bass endgültig abzusetzen. Compo spielte weiterhin Geige, hauptsächlich in New York.
Compo leitete in den 1980er-Jahren das Pete Compo Jazz Violin Quartet, mit dem er 1987 die LP  Live at the West End Cafe New York City vorlegte. 1999 veröffentlichte er in Europa das letzte der drei Alben, die er als Leader herausbrachte. Im Laufe seiner Karriere arbeitete er ferner mit Mose Allison, Gene Krupa, Harry Belafonte, Stuff Smith, Jo Jones, Roy Eldridge, Bill Evans, Zoot Sims und Lionel Hampton. Im Bereich des Jazz war er laut Tom Lord zwischen 1954 und 1994 an 15 Aufnahmesessions beteiligt, u. a. auch mit Herbie Fields, Cozy Cole und Marty Grosz.

## Diskographische Hinweise
- The Peter Compo Quintet: Nostalgia in Times Square (1987), mit Bobby Pratt, Bucky Calabrese, Wayne Wright, Giampaolo Biagi
- Peter Compo in Europe (1995), u. a. mit Eddy Davis, Mike Diez, Dietmar Fuhr, Maximilian Hughes, Oliver Mewes

## Lexikalischer Eintrag
- Leonard Feather/Ira Gitler: The Biographical Encyclopedia of Jazz. New York: Oxford University Press 2007;  ISBN 978-019532000-8.